# دوريت جيرترود تسين
دوريت جيرترود تسين Dorit Gertrud Zinn (ولدت في 7 مايو 1940 في ديساوْ) هي كاتبة ألمانية.

## حياتها
نشأت دوريت تسين في ديساو. تم طردها من المدرسة لأسباب سياسية في عام 1958 قبل حصولها على الشهادة الثانوية. ثم درست بعد ذلك وتلقت تدريبا لتكون مساعدة طبية تقنية. وفي عام 1964 هربت إلى ألمانيا الغربية. وهي تقيم وتعمل حاليا في دارمشتات.

## من أعمالها
- كاتارينا الصغيرة (رواية للشباب 1989)
- ابني يحب الرجال (قصة 1992)
- قصة الزمن الشرقي (رواية سيرة ذاتية 2003)

## مواقع أخرى
- دوريت تسين

## روابط خارجية
- دوريت جيرترود تسين على موقع IMDb (الإنجليزية)
- دوريت جيرترود تسين على موقع كينوبويسك (الروسية)